# 瑪莉·莫瑟
瑪莉·瑪蒂琳·莫瑟（英語：Mary Matilyn Mouser，1996年5月9日—）是一位美国女演員。她最著名的作品包括在Netflix 影集《眼镜蛇道馆》中為薩曼莎·拉魯索(Samantha LaRusso) 配音、在《埃洛伊絲：動畫系列》中為埃洛伊絲配音，以及在ABC劇集《逝者之證》中為萊西·弗萊明(Lacey Fleming) 配音。穆瑟還在《丑闻》第四季中接替了菲茲和梅莉的女兒凱倫·格蘭特一角。

## 生涯
在 Starz Kids & Family 系列影集《Eloise：動畫影集》中為 Eloise 配音，並在 Hallmark Channel 原創電影《陌生人的心》中擔任兒童主角。曾為《龍獵人》、《泰山2》和《平成狸合战》等動畫電影配音，並在音頻劇《奧德賽歷險記》中擔任配音演員，飾演格雷迪·麥凱的妹妹薩曼莎·麥凱。
也客串演出了《CSI犯罪現場》、《失蹤現場》、《女王之王》、《神探阿蒙》、《不可思議》、《实习医生成长记》、《只此一生》，並在《重返犯罪現場》中客串演出勒羅伊·傑思羅·吉布斯的女兒凱莉。也曾在 CW 電視劇 《生活是狂野的》 中擔任常規角色，飾演米婭·韋勒（Mia Weller），共 13 集。榮獲 孩子優先 2006 年最佳節獎！ 因其在《埃洛伊絲：動畫系列》中的配音工作而獲得傑出表演獎。也客串演出了《别对我撒谎》和《靈感應》中的麥迪遜角色。
在 ABC 醫療劇《逝者之證》中飾演達納德拉尼的女兒萊西弗萊明。也曾在 2012 年上映的迪士尼頻道原創電影《亦敵亦友》中扮演薩凡納·奧尼爾和艾瑪·雷諾茲。

## 個人生活
2009年，被診斷出患有第1型糖尿病。在 2019 年 YouTube 影片中討論了她的經歷。

## 外部連結
- 瑪莉·莫瑟在互联网电影资料库（IMDb）上的資料（英文）